# Johannes av Jandun
Johannes av Jandun (latin: Johannes de Janduno), född cirka 1286 i Jandun, Champagne, död i september 1328 i Todi, Kyrkostaten, var en fransk skolastisk filosof, teolog och politisk teoretiker. 
Johannes föreläste vid Collège de Navarre vid Paris universitet. Han var representant för en aristotelism starkt påverkad av den arabiske filosofen Averroës. Johannes avvisade, liksom Marsilius av Padua, påvens överhöghet i världsliga frågor. Tillsammans med denne flydde Johannes från Paris till Ludvig IV:s hov. Påve Johannes XXII fördömde Johannes skrifter och bannlyste honom den 23 oktober 1327.
Johannes följde med Ludvig IV till Italien och var närvarande när denne den 1 maj 1328 kröntes till tysk-romersk kejsare. Ludvig IV utnämnde Johannes till biskop av Ferrara, men det är tveksamt om han blev biskopsvigd.